# シプカ短機関銃
シプカ（ブルガリア語: Шипка）は、ブルガリアのアーセナル社が設計・製造する短機関銃である。

## 概要
シプカは装甲戦闘車両、ヘリコプターの搭乗員の自衛や特殊部隊の屋内近接戦闘などの用途を目的として設計され、ブルガリアの軍と警察において広く用いられている。
シプカはグリップやトリガーガードをはじめとするロアレシーバーはポリマーで製作されて軽量化が図られており、内部構造は短機関銃としては伝統的なシンプル・ブローバック閉鎖・オープン・ボルト撃発方式を採用している。銃床はワイヤー状の単純な形状のものが採用されており、折畳時には銃の左側に折り畳まれる。
銃身は本体からやや突き出ており、専用のクリップを使ってレーザーサイトを装着させることが可能なほか、9mmマカロフ弾仕様ではサプレッサーの装着も可能である。

## 名称の由来
名称はシプカ峠に由来する。シプカ峠はアーセナルの本社の所在地であるカザンラクの近郊に位置し、1877年に勃発した露土戦争においてはブルガリアの義勇兵とロシア帝国軍がオスマン帝国軍との間で4度にわたる攻防戦を繰り広げ、戦争の帰趨を決定づけた地である。そしてこの戦争の講和条約であるサン・ステファノ条約において、ブルガリアはブルガリア公国としての独立を勝ち取った。

## 登場作品
『エクスペンダブルズ2』
トール・ロード（ランディ・クートゥア）が使用。
『エクスペンダブルズ3 ワールドミッション』
ジョン・スマイリー（ケラン・ラッツ）が使用。
『ドールズフロントライン』
　星4サブマシンガンとして登場。